# Sobia Tahir
Pour les articles homonymes, voir Tahir.
Sobia Tahir (Ourdou : ثوبیہ طاہر), née le 26 janvier 1966 à Lahore (Pakistan), est une chercheuse, autrice et professeure de philosophie pakistanaise. Elle enseigne la philosophie de la religion et en particulier la philosophie islamique classique, moderne et contemporaine à l'université du Pendjab à Lahore. Elle a fondé et coordonne le master en philosophie de l'université du Pendjab à Lahore. Ses principaux sujets de recherche sont la philosophie critique, la littérature et la traduction.

## Formation
Tahir obtient son master en philosophie à l'université du Pendjab à Lahore. Elle obtient son doctorat dans la même université en 1996. Elle intègre l'université Columbia en 2012, pour y faire des recherches sur une analyse comparée de Hassan Hanafi et de Mohammed Iqbal. Elle y étudie l'approche philosophique de Hassan Hanafi, sa contribution à l'islam moderne, ses paliers d'acquisition, ses efforts pour rapprocher la tradition et la modernité dans l'Islam, sa participation aux projets de préservation, son occidentalisme, et sa relation intellectuelle et philosophique avec le poète et philosophe Mohammed Iqbal.

## Carrière
Elle commence sa carrière en 1990 en tant qu'apprentie sous-éditrice au Daily Pakistan de Lahore. En 1992, elle part à The Daily Khabrain, où elle est sous-éditrice jusqu'en 2015. Elle devient ensuite éditrice de l'actualité pour le Daily Akhbar e Lahore en 1995 et 1996.
Elle est assistante de direction pour le planning familial pakistanais de 1996 à 2001. En 2002, elle devient directrice du programme "Planification, Développement des programmes et Analyses", jusqu'au 31 mai 2006. Le premier juin 2006, elle garde le même poste, renommé en Gestionnaire des connaissances et du budget annuel de la division. Elle y reste jusqu'en janvier 2008.

## Œuvres majeures

### Publications
- Tahir, Sobia, "Tolstoy’s Ideology of Non-violence – A Critical Appraisal"[4],[5].
- Tahir, Sobia, "Lack of Enlightenment in the Muslim World: A Philosophical Analysis"[6].
- Tahir, Sobia, "Islam and Modernity: A Selective Influence of Capitalistic Set-up"[7].
- Tahir, Sobia, "Philosophy and Peace: External and Internal", online Journal  de la revue  Sciences-Croisées : 7-8 Soin de l'âme (perspectives historiques et philosophiques), January, 2011[8].
- Tahir, Sobia, "A Philosophical Review of Tolstoy’s Earlier and Later Literary Trends"[9].
- Tahir, Sobia, "Categorical Imperative, Super-Ego and Dharma: A Comparative Study of Kant, Freud and Bhagvad Gita"[10],[11],[12].
- Tahir, Sobia, "Critique of Arab Reason: A worthy Contribution of Mohammad Abed Al-Jabri to Contemporary Muslim Philosophy"[13].
- Tahir, Sobia, "What is  Education Imbibing  in You?"[14].
- Tahir, Sobia, "Truth: Self Evident or in need of Proof?"[15].
- Tahir, Sobia, "Divine Attributes-An Attempt to Reinterpret", The Historian, Vol. 6, Number 2, 2008. (Peer Reviewed)
- Tahir, Sobia, "Evil: A Problem of Philosophy of Religion", Al-Hikmat, Vol. 18, 1998[16].
- Tahir, Sobia, "Psychology of Indian Pessimism"[17].
- Tahir, Sobia, "Rabindra Nath Tagore: Poetry, Painting & Philosophy Personified"[18].

### Traduction
- A Confession and other Religious Writings of Leo Tolstoy traduit de l'anglais à l'ourdou, publié par Nigharshat Publications Lahore, 2005.
- Totem and Taboo and other essays of Sigmund Freud,  traduit de l'anglais à l'ourdou, publié par Nigarshat Publications Lahore, 2004.
- Jinnah & Gandhi (Book by Justice S.K. Maujamdar of West Bengal India), traduit de l'anglais à l'ourdou, publié par Sarang Publishers Lahore, 1996.

## Récompenses et distinctions
- Dans la liste ‘Who is Who-International Network of Women Philosophers" de l'UNESCO en décembre 2009[19],[20],[21].
- Dans la liste UNESCO’s Community of Researchers de 2009-2010[22].
- Dans la liste THE PHILOSOPHER’S INDEX, The Philosophers Information Centre, Ohio, États-Unis.
- Récipiendaire du Fulbright Scholar Award pour la recherche post-doctorale aux États-Unis pour l'année scolaire 2011-2012.
- Approuvée pour diriger des thèses à HEC, 2012[23].